# زورقکی‌ها
زورقکی‌ها (نام علمی: Cymbiola) نام یک سرده از تیره طوماریان است.